# Eleocharis nuda
Eleocharis nuda är en halvgräsart som beskrevs av Charles Baron Clarke. Eleocharis nuda ingår i släktet småsäv, och familjen halvgräs. Inga underarter finns listade i Catalogue of Life.